# Artur da Costa e Silva

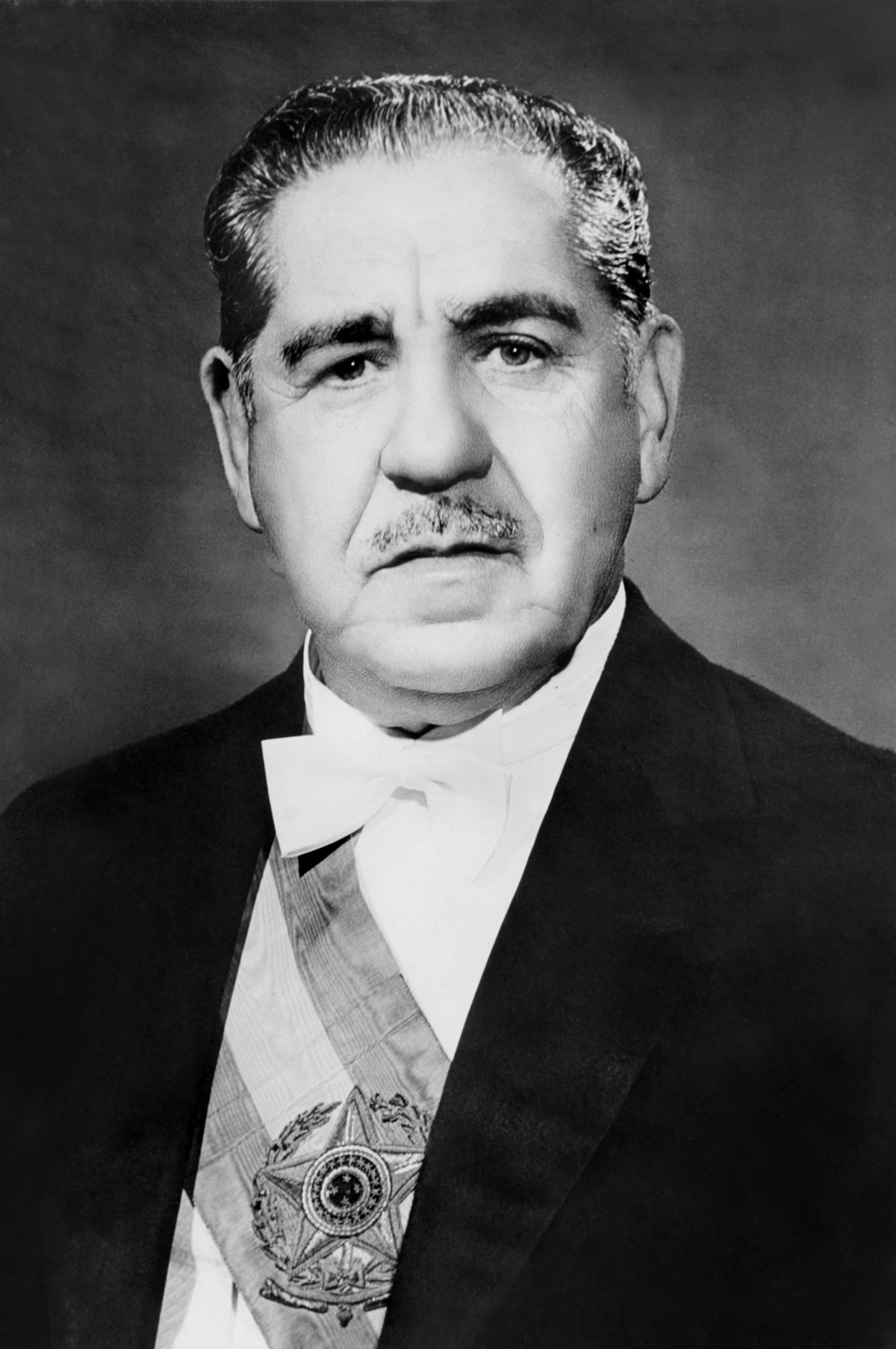
Artur da Costa e Silva

Artur da Costa e Silva (* 3. Oktober 1899, Taquari, Rio Grande do Sul; † 17. Dezember 1969, Rio de Janeiro) war ein brasilianischer Heeresoffizier, zuletzt im Rang eines Marschalls, und Politiker (ARENA). Während der Militärdiktatur war er von 1967 bis 1969 Präsident Brasiliens. Costa e Silva war einer der Anführer des Staatsstreichs von 1964 und anschließend bis 1966 Kriegsminister unter Castelo Branco.

## Leben
Artur da Costa e Silva wurde in den USA und in Brasilien militärisch ausgebildet. Im Jahr 1922 war er an einer Revolte gegen die Regierung von Epitácio da Silva Pessoa beteiligt, während der er verhaftet wurde. Später fiel er unter eine Amnestie; 1932 bekämpfte er die Revolution in São Paulo.
Zwischen 1950 und 1952 war er Militärattaché in der brasilianischen Botschaft in Argentinien. Im Jahr 1961 wurde er zum General befördert und befehligte seitdem die vierte Armee in Recife (Pernambuco). Im Jahr 1962 wurde er von diesem Posten abgesetzt, weil er mit zu großer Brutalität gegen Studentenproteste vorgegangen war. Im Jahr 1964 befand er sich unter den Generälen, die Präsident João Goulart absetzten. In der Regierung von Humberto Castelo Branco diente er später als Kriegsminister.
Mit Ende der Amtszeit von Humberto Castelo Branco wurde Artur da Costa e Silva als einziger Kandidat für dessen Nachfolge aufgestellt und am 3. Oktober 1966 zum Präsidenten gewählt. Nach der Einschränkung der Bürgerrechte durch Costa e Silva im Jahr 1967 wurde das Land von einer Welle von Studentenprotesten erschüttert. Durch den Ato Institucional 5 (Institutioneller Akt Nr. 5, allgemein als AI–5 bezeichnet) vom 13. Dezember 1968 schaltete Costa e Silva das Parlament aus; fortan konnte der Präsident per Dekret regieren. Die noch verbliebenen Bürgerrechte wurden aufgehoben. Der Verfolgung Oppositioneller waren Tür und Tor geöffnet.
Seit 1969 wurde in Costa e Silvas Politik eine gewisse Liberalisierung sichtbar. Am 30. August, nach der Einlieferung von Costa e Silva ins Krankenhaus, wurde das Präsidentenamt durch ein Gremium aus den Oberbefehlshabern der Streitkräfte ersetzt, einer Militärjunta aus Aurélio de Lira Tavares, Márcio de Souza Mello und Augusto Rademaker, die zuvor als Kriegs-, Luftfahrt- und Marineminister im Kabinett Costa e Silva vertreten waren; nach der Verfassung hätte Vizepräsident Pedro Aleixo den Präsidenten vertreten müssen. Am 14. Oktober 1969 wurde das Präsidenten- und Vizepräsidentenamt für unbesetzt erklärt; Costa e Silva starb zwei Monate später.